# Аллахвердиев, Мурад Ильхам оглы
Мурад Ильхам оглы Аллахвердиев (азерб. Murad İlham oğlu Allahverdiyev; род. 29 августа 2002) — азербайджанский боксёр, выступающий в полутяжёлой весовой категории. Член национальной сборной Азербайджана (2020-х годов), мастер спорта по боксу, бронзовый призёр Европейских игр (2023), Чемпион Азербайджана (2024), чемпион Европы среди юниоров (2018), многократный победитель и призёр международных и национальных турниров в любителях.

## Ранняя карьера
Мурад Ильхам оглы Аллахвердиев родился 29 августа 2002 года в Тертерском районе. Является воспитанником Тертерской школы бокса. В 2018—2022 годах получил высшее образование в Азербайджанской государственной академии физической культуры и спорта.
В 6 лет под руководством Фаига Мамедова начал заниматься спортом. В 2017 году принял участие в чемпионате среди подростков и был награждён золотой медалью. Также в 2017 году участвовал в чемпионате Европы и выиграл бронзовую медаль.
В сентябре 2017 года стал бронзовым призёром юношеского чемпионата Европы, который проходил в городе Албена.
В октябре 2018 года выиграл чемпионат Европы по боксу среди юниоров в Анапе (весовая категория до 80 кг).
В 2018 году в очередной раз принял участие в чемпионате Азербайджана и выиграл золотую медаль.
Также стал чемпионом Европы 2018 года. В весовой категории 80 кг в финале одержал победу над ирландцем Патриком Майерсом со счетом 5:0 (29:28,29:28,29:28,30:27,29:28). Перед этим, Аллахвердиев одержал победу над турком Амиром Боюкдагом, белорусом Владиславом Новиковым и Андреем Воеводиным.
В те годы Мурад Аллахвердиев был избран капитаном национальной сборной. Завоевал золотую медаль Молодёжного чемпионата Азербайджана 2019 года.
Также в 2019 году завоевал бронзовую медаль чемпионата Европы. В весовой категории 81 кг на пути к 1/2 финала выиграл у белоруса Романа Казянкова со счётом 4:0 (30:26,30:26,30:26,30:26,28:28). Выйдя в полуфинал, он обеспечил себе как минимум бронзовую медаль. За выход в финал боксировал с Ильей Богатырёвым.
В сентябре 2019 года выиграл бронзовую медаль чемпионата Европы среди молодёжи, который проходил в Софии.
В октябре 2022 года, представляя клуб «Нефтчи», выиграл чемпионат Азербайджана, одолев в финале весовой категории до 80 кг призёра Олимпиады 2016 Камрана Шахсуварлы.

## Карьера
В 2021 году впервые принял участие в чемпионате Азербайджана среди старшей возрастной группы, где выиграл 4 боя. В финале победил бронзового призёра олимпийского чемпионата, бронзового призёра чемпионата мира и серебряного призёра чемпионата Европы Кямрана Шахсуварлы.
Участвовал в чемпионате Азербайджана 2022—2023 годов в старшей возрастной группе и стал чемпионом в весовой категории до 80 кг.
В мае 2023 года принял участие на чемпионате мира в Ташкенте, где в 1/32 финала одолел Шаббоса Негматуллаева из Таджикистана, но в 1/16 финала уступил будущему чемпиону мира Нурбеку Оралбаю из Казахстана.
В июне 2023 года принял участие на III Европейских играх в Кракове, на которых в четвертьфинале весовой категории до 80 кг одержал победу над спортсменом из Армении Амбарцумом Акопяном, выйдя в полуфинал и завоевав лицензию на Олимпийские игры 2024. В полуфинале Аллахвердиев уступил хорвату Габриэлю Веочичу и завоевал бронзовую медаль.
На чемпионате Азербайджана по боксу 2024 завоевал золотую медаль в категории до 80 кг.
В феврале 2025 года в составе сборной Азербайджана выступит на турнире «Странджа» (София, Болгария).

## Спортивные достижения
- Чемпионат Европы по боксу 2017 среди юниоров —
- Чемпионат Европы по боксу 2018 среди молодёжи —
- Чемпионат Европы по боксу 2019 среди молодёжи —
- Чемпионат Азербайджана по боксу 2017 — [уточнить]
- Чемпионат Азербайджана по боксу 2018 — [уточнить]
- Чемпионат Азербайджана по боксу 2019 — [уточнить]
- Чемпионат Азербайджана по боксу 2021 — [уточнить]
- Чемпионат Азербайджана по боксу 2022 — [уточнить]
- Чемпионат Азербайджана по боксу 2024 —